# 西貢區足球隊
西貢區體育會足球隊（Sai Kung District Sports Association Football Team）成立於2000年，是一支香港地區足球隊，西貢區體育會屬下的足球會，曾代表西貢區參加香港丙組(地區)聯賽，現時於香港丙組聯賽爭冠。

## 球隊歷史
香港足球總會依照荷蘭足球顧問報告，與全香港各區區議會合作，於2002年成立香港丙組(地區)聯賽，首屆賽事只有11個區議會派隊參賽，加上香港學界及香港08共13隊參賽，翌屆全香港18個區議會均有派隊。
在香港足球總會及西貢區議會的支持下，成立西貢地區足球隊，代表西貢區議會，在香港丙組(地區)聯賽角逐。
2007–08年度球季，西貢邀得前甲組球員呂煥文擔任領隊兼球員，前香港奧運隊成員梁承傑及李偉和擔任教練，加上前甲組球員林曉峰助陣，惟最終在香港丙組(地區)聯賽只能獲得第8名。
於2008–09年度球季，西貢在香港丙組(地區)聯賽，於最後一輪爭亞軍大戰以 4-2 擊敗深水埗，以10勝3和1負得33分的成績，憑對賽成績壓倒同分的深水埗，獲得亞軍，並取得丙組總決賽參賽資格。惟其後在總決賽，西貢三戰全敗，最終只得殿軍，無法取得升上乙組的資格。
香港足球總會於2012–13年，重組丙組聯賽，並復辦丁組聯賽。西貢在上一屆香港丙組(地區)聯賽名列第6名，故需降落丁組聯賽角逐。

### 球隊近況
2020一2021年球季，丙組聯賽16隊排第13名
2021一2022年球季，張國衡主席入主。簽入四名華將增強實力。分別是劉浩霖，彭林林，陳柏衡，鄧子均。
2022一2023年球季，升班乙組聯賽，乙組聯賽16隊排第2名，首次升班甲組聯賽
2023一2024年球季，以保住甲組席位為目標，上季以乙組亞軍取得「升班」甲組資格的西貢，面對強隊多弱隊少的罕見格局，該隊由原先只打算以原班人馬挑戰港甲，到後期吸納北區四名球員，羅致南華林富貴，獲深水埗麥富城來投，甚致在班費許的情況下考慮簽下上季効力九龍城的中鋒托馬斯拉夫，以強化甲組班底。帶領西貢升班的主教練冼家裕表示，由升班到組軍本應懷有朝氣和期盼，但眼看甲組列強各自招兵買馬，除了上季冠軍中西區及亞軍九龍城展現了超強班底外，其餘球隊諸如沙田、公民、南華、東區、凱景等都具備相當實力，因此，球隊今季首要目標是保住甲組席位，惟強隊多弱隊少的大環境下，要成功留級實在充滿挑戰。
西貢今季保留了大部份升班功臣，包括前港腳羅志焜、蕭沛霖、彭林林、呂偉超等多名舊將，但亦接收了北區四將，包括林毅東、馬國軍、李樹烊和楊紫彬，再簽得東區中路悍將李思豪、前港超腳林富貴及麥富城，以及騰翱蔡子鍵和梁僖朗，令球隊兵源調動上有更多選擇，不過，冼sir指出：「爆肺」後休息一段日子的麥富城需要時間恢復，故季初賽事不會急於派用這名攻擊球員，另外，隨隊試腳一段日子的托馬斯拉夫，理論上合球隊需要，但因班費有限，故合作條件有待商討，加盟一事暫未能落實。
西貢原有的華人班底經向外補充後人腳可以見得人外，教練團陣容同樣有所增強，上季執教北區的主教練蔡仲賢，今季亦加入西貢教練團，助冼家裕及姚學文一臂之力，而該隊今日（17日）於跑馬地友賽永義地產，半場踢成0﹕0，全場僅負1﹕2，似乎實力未致太懸殊。
西貢今季職、球員名單如下﹕教練：冼家裕、姚學文、蔡仲賢、葉浩輝，球員﹕黃永康、潘玟杰、蔡子鍵、馬國軍、梁僖朗、羅希文、劉智郡、呂家泳、麥富城、馬文軒 、陳烈康、蕭沛霖、呂偉超、林毅東、陳柏衡、陳力衡、李樹烊、蘇荻安、陳皓駿、陳駿豐、彭林林、鄭璟樂、李思豪、吳啓南、羅志焜、曾勤皓、楊紫彬、林富貴、黎尚栩、何鎧謙、曹諾。

## 球會榮譽
| 榮譽                  | 次數        | 年度        |
| 本 土 聯 賽           | 本 土 聯 賽 | 本 土 聯 賽 |
| --------------------- | ----------- | ----------- |
| 乙組聯賽 亞軍         | 1           | 2022–23年   |
| 丙組聯賽盃 亞軍       | 1           | 2021–22年   |
| 丙組（地區）聯賽 亞軍 | 1           | 2008–09年   |

## 職球員名單
- 主席：張國衡

### 職員名單
- 主教練：冼家裕
- 助教：姚學文
- 助教：朱兆基
- 助教: 羅志焜

### 球員名單
- 彭林林
- 陳柏衡

## 曾效力球員
- 林曉峰
- 呂煥文
- 劉浩霖
- 鄧子均

## 外部連接
- 西貢區足球隊的Facebook專頁
- 西貢區體育會
- 西貢區體育會的Instagram帳戶